# Castello di Castel Goffredo

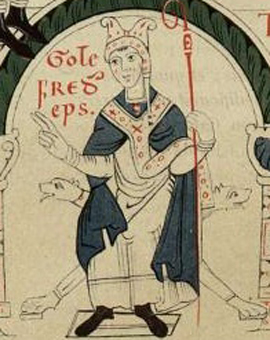
Il vescovo di Brescia Goffredo di Canossa.

Il castello di Castel Goffredo era una roccaforte presumibilmente risalente al X-XI secolo situata a Castel Goffredo in provincia di Mantova, nell'attuale piazza Gonzaga.

## Storia e collocazione
Un castello nella parte più antica del paese venne probabilmente eretto nel X secolo a difesa delle persone dagli Ungheri. Un'altra ipotesi, rimanda la costruzione nell'XI secolo al vescovo di Brescia Goffredo di Canossa, che deteneva vasti possedimenti nella zona. Una successiva ipotesi porta intorno all'anno 1000, quando nella Pianura padana si costruirono numerosi villaggi attorno ai castelli e ciò avvenne forse anche a Castel Goffredo. Il borgo prese il nome di Castellum vetus, Castelvecchio come oggi conosciuto.
Dell'esistenza del castello, all'interno della prima cerchia di mura, si parla in un documento del 1107, nel quale la contessa Matilde, vedova di Ugone conte di Desenzano, dona all'abbazia di San Tommaso di Acquanegra terre e luoghi, tra i quali Castello Vifredi.
Alcuni documenti dell'archivio comunale provano che la seconda cinta muraria ("Fortezza Nuova") di Castel Goffredo, abbattuta progressivamente a partire dal 1757, era già presente agli inizi del Quattrocento e che all'interno di essa si erano sviluppate tutte le abitazioni addossate al primitivo castello.
Coevi furono anche i castelli di Asola, Mosio, Mariana, Castelnuovo, Guidizzolo, Casaloldo e Redondesco.
Il castello di Castel Goffredo sorgeva presumibilmente nella zona occupata, dalla metà del XIII secolo, dalla chiesa di Santa Maria (o chiesa in Castello), abbattuta nel 1986, a ridosso di Castelvecchio. Durante gli scavi per la realizzazione di un edificio di civile abitazione, vennero alla luce i resti di un edificio fortificato medievale che farebbero supporre l'esistenza del castello, sulle rovine del quale sorse la predetta chiesa.
Un manoscritto del Seicento fa riferimento al castello nel punto in cui si trovava la "Chiesa in Castello".
Di fronte alla roccaforte, nella stessa piazza Gonzaga, sorge la torre civica, che chiudeva il borgo medievale di "Castelvecchio" nella parte meridionale. L'ipotesi avvalorata dal Bonfiglio indica che «...il castello vecchio stava a monte della torre e della loggia, circoscritto a tramontana e ad occidente dalla fortezza nuova», senza specificare se la struttura era all'interno o fuori del palazzo del signore.

### La rocca
(Matteo Bandello, III parche, V, 15)
Anche il poeta Matteo Bandello, nei Canti XI de le lodi de la s. Lucretia Gonzaga... Le III parche, al tempo in cui fu ospite a Castel Goffredo del marchese Aloisio Gonzaga (dal 1538 al 1541), citò un «castello altiero» e un «buon castello» e ancora riferito ad Aloisio, «'l suo castello ha fatto così forte, qual altro che più forte Italia addite». In questo contesto, probabilmente, il Bandello si riferiva alla residenza del marchese (palazzo Gonzaga-Acerbi) con rocca al suo interno e alle fortificazioni erette nel 1520 a difesa del borgo.

Una lapide segnavia posta in via Cannone riporta anche l'antico nome "già della rocca", il che fa supporre l'esistenza della rocca nelle vicinanze.

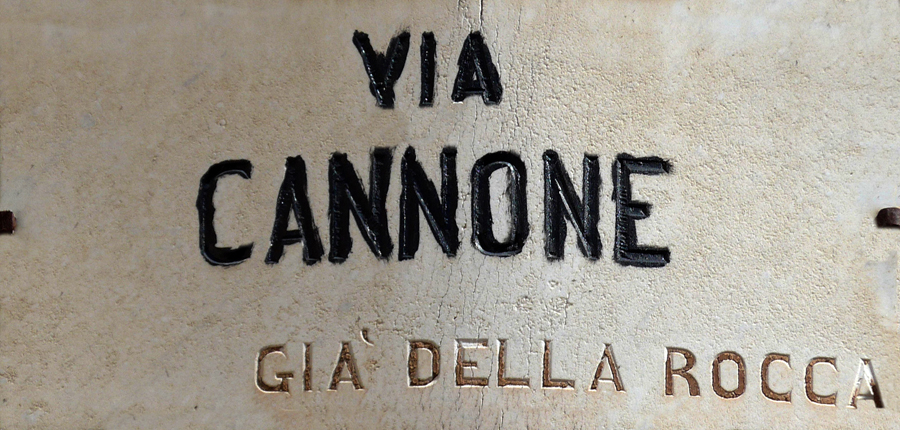
Castel Goffredo, lapide via Cannone, "già della rocca".

### Altre fonti
- 1999 – Immagina. Castel Goffredo: l'evoluzione di un territorio, CD-ROM, a cura del Comune di Castel Goffredo.